# Monte Peiró - Arguís
Monte Peiró - Arguís este o arie protejată (arie specială de conservare — SAC, sit de importanță comunitară — SCI) din Spania întinsă pe o suprafață de 1.549,21 ha, integral pe uscat.

## Localizare
Centrul sitului Monte Peiró - Arguís este situat la coordonatele 42°18′49″N 0°30′24″W / 42.3136°N 0.506553°V.

## Înființare
Situl Monte Peiró - Arguís a fost declarat sit de importanță comunitară în ianuarie 1997 pentru a proteja 3 specii de animale. Situl a fost protejat și ca arie specială de conservare în februarie 2021.

## Biodiversitate
Situată în ecoregiunea mediteraneană, aria protejată conține 5 habitate naturale: Formațiuni stabile xerotermofile de Buxus sempervirens pe pante stâncoase (Berberidion p.p.), Lande oro-mediteraneene cu formațiuni endemice de grozamă, Păduri de fag din Europa Centrală dezvoltate pe sol calcaros cu Cephalanthero-Fagion, Matorral arborescenți cu Juniperus spp., Păduri de Quercus ilex și Quercus rotundifolia.
La baza desemnării sitului se află mai multe specii protejate:
- nevertebrate (2): croitorul mare al stejarului (Cerambyx cerdo), rădașcă (Lucanus cervus)
- pești (1): Parachondrostoma miegii

Pe lângă speciile protejate, pe teritoriul sitului au mai fost identificate 18 specii de plante, 21 de specii de păsări, 5 specii de amfibieni, 4 specii de mamifere, 1 specie de pești.